# Banisteriopsis caapi

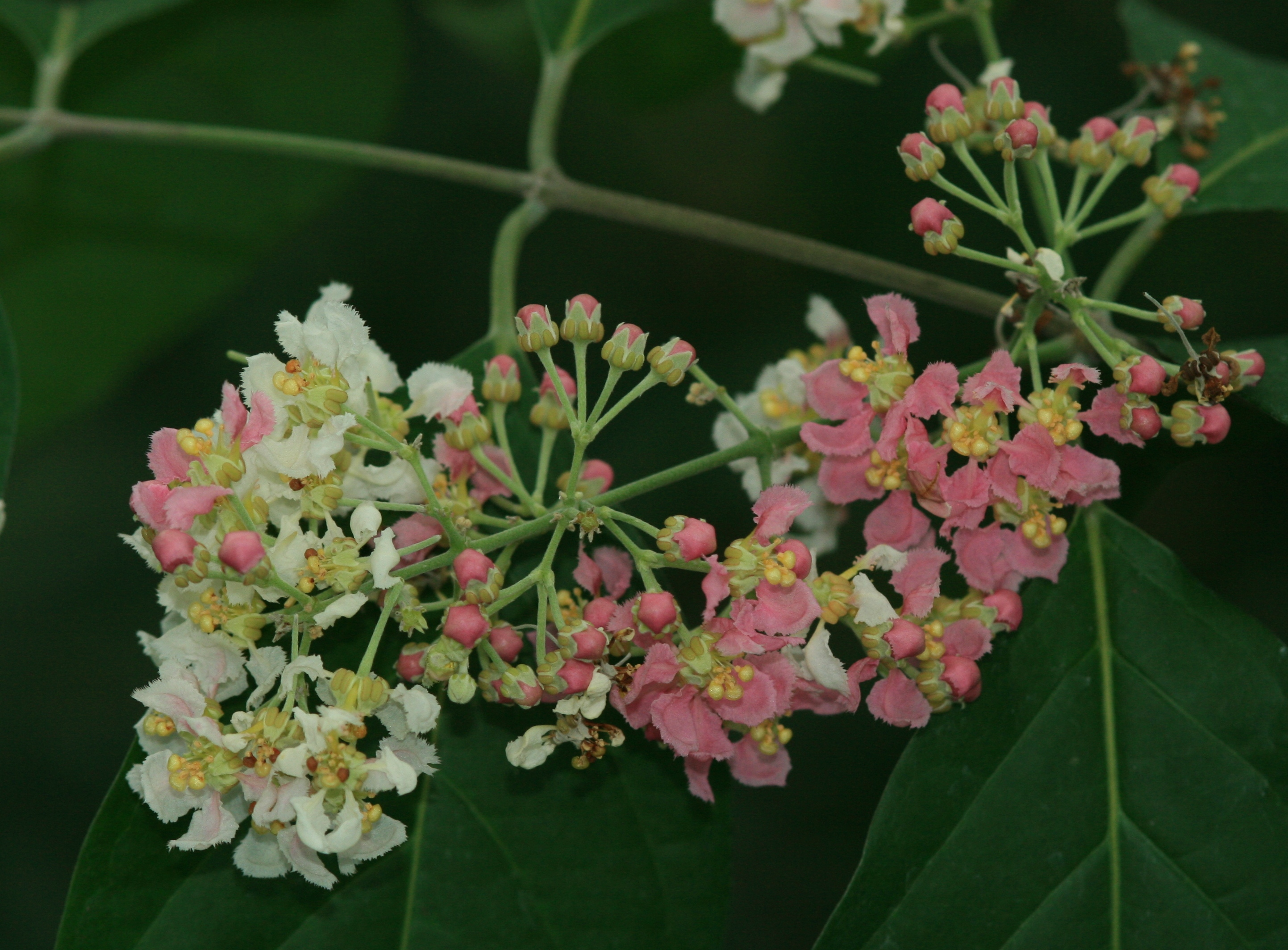
Blüten von Banisteriopsis caapi; anfänglich rosa, dann über gelb, weiß werdend

Banisteriopsis caapi ist eine Lianenart aus der Familie der Malpighiengewächse (Malpighiaceae). Die verholzten Pflanzenteile liefern einen der beiden Hauptwirkstoffe von Ayahuasca, einem halluzinogenen Trank aus mehreren pflanzlichen Komponenten. Die Art wird auch „Ayahuasca“ genannt, ein Quechua-Wort, das „Liane der Geister, Liane der Seelen“ bedeutet.

## Beschreibung
Banisteriopsis caapi weist sehr lange, vielfach verzweigte, im Alter verholzte, verkahlende Stängel auf. Die bis zu 18–20 cm langen und bis zu 8–11 cm breiten, ganzrandigen, spitzen bis zugespitzten, kurz gestielten, oberseits kahlen Laubblätter sind eiförmig bis verkehrt-eiförmig. Ihre rund 13 mm großen, fünfzähligen und gestielten Blüten mit doppelter Blütenhülle stehen in vierblütigen Dolden die in achselständigen, feinhaarigen Rispen zusammenstehen. Die fünf ausladenden, anfänglich rosa, später gelb, dann verblassend weiß gefärbten und kurz genagelten, kurz fransigen Kronblätter sind bis 10 Millimeter lang. Von den fünf kleinen, feinhaarigen und aufrechten Kelchblätter besitzen vier oft zwei große Drüsen oder manchmal auch nicht. Es sind 10 ungleich lange, kurze Staubblätter und 3 fast freie, oberständige, seidig behaarte Stempel vorhanden. Die Hälfte der Staubblätter sind an den Konnektiven mit ungleich großen Drüsen besetzt.
Die einzelne Pflanze blüht nur selten; wenn, dann zwischen Dezember und August mit Schwerpunkt im Januar. Die geflügelten Früchte, Samaras bilden sich zwischen März und August aus. Sie stehen zu dritt in einer Spaltfrucht, der Flügel der einzelnen Früchte ist 2–4 Zentimeter lang. Die Nüsschen, mit kleinen Zähnchen (reduzierte Flügel) und minimalen Griffelresten, sind 5–10 Millimeter groß.

## Bezeichnungen
Das Erscheinungsbild der Pflanze variiert stark, was sich auch in mehreren synonymen Bezeichnungen widerspiegelt: Banisteria caapi Spruce ex Griseb., Banisteria quitensis Nied., Banisteriopsis inebrians (C.V.Morton) J.F.Macbr. und Banisteriopsis quitensis (Nied.) C.V.Morton.
Weitere, lokale Bezeichnungen sind:
- Kolumbien: yagé, ayahuasca, yagé del monte, yagé sembrado
- Ecuador: ayahuasca, natema, nepe
- Peru: ayahuasca, ayahuasca amarilla, purga-huasca, ciele ayahuasca, ayahuasca negra, shuri-fisopa
- Brasilien: caapí, yagé, cauupuri mariri, mão de onça, tiwaco-mariri

## Varietäten
Von einigen Autoren werden zwei Varietäten unterschieden, angegeben; allerdings ohne Autorenangabe:
- Banisteriopsis caapi var. caupari mit groben Stängeln
- Banisteriopsis caapi var. tukonaka mit glatten Stängeln

Die Siona-Indianer differenzieren je nach Farbe und Form der Blätter, der Stängel, des Wuchses sowie des Standortes über zehn Pflanzenformen. Die Andoques in Kolumbien unterscheiden drei Arten aufgrund der Wirkung.

## Verbreitung
Banisteriopsis caapi ist im gesamten Amazonasgebiet verbreitet, so unter anderem in Peru, Bolivien, Brasilien und Venezuela sowie an der Pazifikküste Kolumbiens und Ecuadors. Da die Pflanze seit Jahrhunderten kultiviert wird, lässt sich ihre ursprüngliche Herkunft nicht mehr zuverlässig bestimmen.
Die kultivierten Pflanzen sind in der Regel unfruchtbar. Sie werden daher von den Indianern über Stecklinge vermehrt.

## Inhaltsstoffe
In allen Pflanzenteilen finden sich β-Carboline der Harman-Alkaloid-Stoffgruppe. Die wichtigsten darunter sind Harmin (40–96 % Anteil am Gesamtalkaloidgehalt), Harmalin (0–17 % Anteil am Ges.alk.geh.) und Tetrahydroharmin (1–44 % Anteil am Ges.alk.geh.).
Die größte Alkaloidkonzentration findet sich in den Wurzeln (0,64–1,95 % Alkaloidgehalt des Trockengewichts), gefolgt von den Stängeln/Stamm (0,11–0,83 % d. Trgw.), den Blättern (0,28–0,70 % d. Trgw.) und den Zweigen (0,14–0,37 % d. Trgw.).
Inhaltsstoffe von B. caapi mit geringfügigen Mengenanteilen sind: Harmol, Harmalol, Harmin-N-oxid, Harminamid, Harminsäure, Harminsäuremethylester, Harmalinsäure, 6-Methoxytryptamin, Banistenosid A, Banistenosid B, Acetylnorharmin, Ketotetrahydronorharmin, Tetrahydronorharmin, Shihunin und Dihydroshihunin.
Mittels Hochleistungsflüssigkeitschromatographie wurden in den Stängeln/Stämmen 1,7–12,5 mg Totalalkaloide pro g Trockengewicht gemessen;
davon waren 1,0–6,4 mg/g Harmin, 0,3–1,3 mg/g Tetrahydroharmin, 0,5–3,8 mg/g Harmalin, 0,01–1,2 mg/g Harmol und Spuren bis 0,4 mg/g Harmalol.